# Royal Institution Christmas Lectures

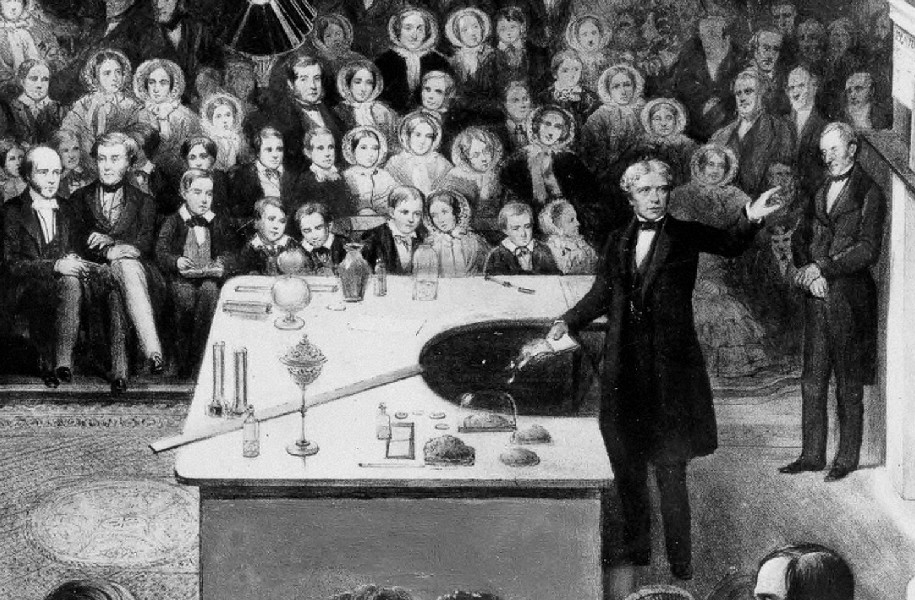
Michael Faraday under en föreläsning år 1856.

Royal Institution Christmas Lectures är en årlig vetenskapsföreläsning i London med syftet att presentera komplexa vetenskapliga frågor till barn och ungdom på ett informativt och underhållande sätt. Föreläsningarna instiftades 1825 av Royal Institution of Great Britain i London och har fortsatt årligen med undantag för åren under andra världskriget. Många välkända vetenskapsmän har gett föreläsningar, inklusive fysikern Michael Faraday, naturvetaren David Attenborough, astronomen Carl Sagan, biologen Richard Dawkins och nobelpristagaren George Porter.

## TV-sändningar
Föreläsningarna har visats i brittisk tv sedan 1966.  De sändes först på BBC Two mellan åren 1966–1999, på Channel 4 mellan 2000 och 2004, på Channel Five mellan 2005 och 2008 samt på More4 2009. Sedan 2010 har föreläsningarna visats på BBC Four.

## Lista över föreläsare
| År   | Föreläsare | Ämne                                                           |
| ---- | --- | -------------------------------------------------------------- |
| 1825 | John Millington                                                                                               | Natural Philosophy                                             |
| 1826 | John Wallis                                                                                                   | Astronomy                                                      |
| 1827 | Michael Faraday                                                                                               | Chemistry                                                      |
| 1828 | J. Wood | Architecture                                                   |
| 1829 | Michael Faraday                                                                                               | Electricity                                                    |
| 1830 | Thomas Webster                                                                                                | Geology                                                        |
| 1831 | James Rennie                                                                                                  | Zoology                                                        |
| 1832 | Michael Faraday                                                                                               | Chemistry                                                      |
| 1833 | John Lindley                                                                                                  | Botany                                                         |
| 1834 | William Thomas Brande                                                                                         | Chemistry                                                      |
| 1835 | Michael Faraday                                                                                               | Electricity                                                    |
| 1836 | William Thomas Brande                                                                                         | Chemistry of the Gases                                         |
| 1837 | Michael Faraday                                                                                               | Chemistry                                                      |
| 1838 | John Wallis                                                                                                   | Astronomy                                                      |
| 1839 | William Thomas Brande                                                                                         | The Chemistry of the Atmosphere and the Ocean                  |
| 1840 | John Frederic Daniell                                                                                         | The First Principles of Franklinic Electricity                 |
| 1841 | Michael Faraday                                                                                               | The Rudiments of Chemistry                                     |
| 1842 | William Thomas Brande                                                                                         | The Chemistry of the Non-Metallic Elements                     |
| 1843 | Michael Faraday                                                                                               | First Principles of Electricity                                |
| 1844 | William Thomas Brande                                                                                         | The Chemistry of the Gases                                     |
| 1845 | Michael Faraday                                                                                               | The Rudiments of Chemistry                                     |
| 1846 | John Wallis                                                                                                   | The Rudiments of Astronomy                                     |
| 1847 | William Thomas Brande                                                                                         | The Elements of Organic Chemistry                              |
| 1848 | Michael Faraday                                                                                               | The Chemical History of a Candle                               |
| 1849 | Robert Walker                                                                                                 | The Properties of Matter and the Laws of Motion                |
| 1850 | William Thomas Brande                                                                                         | The Chemistry of Coal                                          |
| 1851 | Michael Faraday                                                                                               | Attractive Forces                                              |
| 1852 | Michael Faraday                                                                                               | Chemistry                                                      |
| 1853 | Michael Faraday                                                                                               | Voltaic Electricity                                            |
| 1854 | Michael Faraday                                                                                               | The Chemistry of Combustion                                    |
| 1855 | Michael Faraday                                                                                               | The Distinctive Properties of the Common Metals                |
| 1856 | Michael Faraday                                                                                               | Attractive Forces                                              |
| 1857 | Michael Faraday                                                                                               | Static Electricity                                             |
| 1858 | Michael Faraday                                                                                               | The Metallic Properties                                        |
| 1859 | Michael Faraday                                                                                               | The Various Forces of Matter and their Relations to Each Other |
| 1860 | Michael Faraday                                                                                               | The Chemical History of a Candle                               |
| 1861 | John Tyndall                                                                                                  | Light                                                          |
| 1862 | Edward Frankland                                                                                              | Air and Water                                                  |
| 1863 | John Tyndall                                                                                                  | Electricity at Rest and Electricity in Motion                  |
| 1864 | Edward Frankland                                                                                              | The Chemistry of a Coal                                        |
| 1865 | John Tyndall                                                                                                  | Sound                                                          |
| 1866 | Edward Frankland                                                                                              | The Chemistry of Gases                                         |
| 1867 | John Tyndall                                                                                                  | Heat and Cold                                                  |
| 1868 | William Odling                                                                                                | The Chemical Changes of Carbon                                 |
| 1869 | John Tyndall                                                                                                  | Light                                                          |
| 1870 | William Odling                                                                                                | Burning and Unburning                                          |
| 1871 | John Tyndall                                                                                                  | Ice, Water, Vapour and Air                                     |
| 1872 | William Odling                                                                                                | Air and Gas                                                    |
| 1873 | John Tyndall                                                                                                  | The Motion and Sensation of Sound                              |
| 1874 | John Hall Gladstone                                                                                           | The Voltaic Battery                                            |
| 1875 | John Tyndall                                                                                                  | Experimental Electricity                                       |
| 1876 | John Hall Gladstone                                                                                           | The Chemistry of Fire                                          |
| 1877 | John Tyndall                                                                                                  | Heat, Visible and Invisible                                    |
| 1878 | James Dewar                                                                                                   | A Soap Bubble                                                  |
| 1879 | John Tyndall                                                                                                  | Water and Air                                                  |
| 1880 | James Dewar                                                                                                   | Atoms                                                          |
| 1881 | Robert Stawell Ball                                                                                           | The Sun, the Moon and the Planets                              |
| 1882 | John Tyndall                                                                                                  | Light and the Eye                                              |
| 1883 | James Dewar                                                                                                   | Alchemy in Relation to Modern Science                          |
| 1884 | John Tyndall                                                                                                  | The Sources of Electricity                                     |
| 1885 | James Dewar                                                                                                   | The Story of a Meteorite                                       |
| 1886 | James Dewar                                                                                                   | The Chemistry of Light and Photography                         |
| 1887 | Robert Stawell Ball                                                                                           | Astronomy                                                      |
| 1888 | James Dewar                                                                                                   | Clouds and Cloudland                                           |
| 1889 | Arthur Rücker                                                                                                 | Electricity                                                    |
| 1890 | James Dewar                                                                                                   | Frost and Fire                                                 |
| 1891 | J.G. McKendrick                                                                                               | Life in Motion; or the Animal Machine                          |
| 1892 | Robert Stawell Ball                                                                                           | Astronomy                                                      |
| 1893 | James Dewar                                                                                                   | Air: Gaseous and Liquid                                        |
| 1894 | John Ambrose Fleming                                                                                          | The Work of an Electric Current                                |
| 1895 | John Gray McKendrick                                                                                          | Sound, Hearing and Speech                                      |
| 1896 | Sylvanus Phillips Thompson                                                                                    | Light, Visible and Invisible                                   |
| 1897 | Oliver Lodge                                                                                                  | The Principles of the Electric Telegraph                       |
| 1898 | Robert Stawell Ball                                                                                           | Astronomy                                                      |
| 1899 | Charles Vernon Boys                                                                                           | Fluids in Motion and at Rest                                   |
| 1900 | Robert Stawell Ball                                                                                           | Great Chapters from the Book of Nature                         |
| 1901 | John Ambrose Fleming                                                                                          | Waves and Ripples in Water, Air and Aether                     |
| 1902 | Henry Selby Hele-Shaw                                                                                         | Locomotion - on the Earth, through the Water, in the Air       |
| 1903 | Edwin Ray Lankester                                                                                           | Extinct Animals                                                |
| 1904 | Henry Cunynghame                                                                                              | Ancient and Modern Methods of Measuring Time                   |
| 1905 | Herbert Hall Turner                                                                                           | Astronomy                                                      |
| 1906 | William Duddell                                                                                               | Signalling to a Distance                                       |
| 1907 | David Gill | Astronomy, Old and New                                         |
| 1908 | William Stirling                                                                                              | The Wheel of Life                                              |
| 1909 | William Duddell                                                                                               | Modern Electricity                                             |
| 1910 | Sylvanus Phillips Thompson                                                                                    | Sound: Musical and Non-Musical                                 |
| 1911 | Peter Chalmers Mitchell                                                                                       | The Childhood of Animals                                       |
| 1912 | James Dewar                                                                                                   | Christmas Lecture Epilogues                                    |
| 1913 | Herbert Hall Turner                                                                                           | A Voyage in Space                                              |
| 1914 | Charles Vernon Boys                                                                                           | Science in the Home                                            |
| 1915 | Herbert Hall Turner                                                                                           | Wireless Messages from the Stars                               |
| 1916 | Arthur Keith                                                                                                  | The Human Machine Which All Must Work                          |
| 1917 | John Ambrose Fleming                                                                                          | Our Useful Servants - Magnetism and Electricity                |
| 1918 | D'Arcy Wentworth Thompson                                                                                     | The Fish of the Sea                                            |
| 1919 | William Henry Bragg                                                                                           | The World of Sound                                             |
| 1920 | John Arthur Thomson                                                                                           | The Haunts of Life                                             |
| 1921 | John Ambrose Fleming                                                                                          | Electric Waves and Wireless Telephony                          |
| 1922 | Herbert Hall Turner                                                                                           | Six Steps Up the Ladder to the Stars                           |
| 1923 | William Henry Bragg                                                                                           | Concerning the Nature of Things                                |
| 1924 | Francis Balfour Browne                                                                                        | Concerning the Habits of Insects                               |
| 1925 | William Henry Bragg                                                                                           | Old Trades and New Knowledge                                   |
| 1926 | A.V. Hill | Nerves and Muscles: How We Feel and Move                       |
| 1927 | Edward Neville da Costa Andrade                                                                               | Engines                                                        |
| 1928 | Alexander Wood                                                                                                | Sound Waves and their Uses                                     |
| 1929 | Stephen Ranulph Kingdom Glanville                                                                             | How Things Were Done in Ancient Egypt                          |
| 1930 | Arthur Mannering Tyndall                                                                                      | The Electric Spark                                             |
| 1931 | William Lawrence Bragg                                                                                        | The Universe of Light                                          |
| 1932 | Alexander Oliver Rankine                                                                                      | The Round of the Waters                                        |
| 1933 | James Hopwood Jeans                                                                                           | Through Space and Time                                         |
| 1934 | William Lawrence Bragg                                                                                        | Electricity                                                    |
| 1935 | Charles Edward Kenneth Mees                                                                                   | Photography                                                    |
| 1936 | G.I. Taylor                                                                                                   | Ships                                                          |
| 1937 | Julian Huxley                                                                                                 | Rare Animals and the Disappearance of Wild Life                |
| 1938 | James Kendall                                                                                                 | Young Chemists and Great Discoveries                           |
| 1939 | Ingen föreläsning                                                                                             |                                                                |
| 1940 | Ingen föreläsning                                                                                             |                                                                |
| 1941 | Ingen föreläsning                                                                                             |                                                                |
| 1942 | Ingen föreläsning                                                                                             |                                                                |
| 1943 | Edward Neville da Costa Andrade                                                                               | Vibrations and Waves                                           |
| 1944 | Harold Spencer Jones                                                                                          | Astronomy in our Daily Life                                    |
| 1945 | Robert Watson-Watt                                                                                            | Wireless                                                       |
| 1946 | H. Hartridge                                                                                                  | Colours and How We See Them                                    |
| 1947 | Eric K. Rideal                                                                                                | Chemical Reactions: How They Work                              |
| 1948 | F. Bartlett                                                                                                   | The Mind at Work and Play                                      |
| 1949 | Percy Dunsheath                                                                                               | The Electric Current                                           |
| 1950 | Edward Neville da Costa Andrade                                                                               | Waves and Vibrations                                           |
| 1951 | James Gray | How Animals Move                                               |
| 1952 | Frank Sherwood Taylor                                                                                         | How Science Has Grown                                          |
| 1953 | John Ashworth Ratcliffe                                                                                       | The Uses of Radio Waves                                        |
| 1954 | Frank Whittle                                                                                                 | The Story of Petroleum                                         |
| 1955 | Harry Work Melville                                                                                           | Big Molecules                                                  |
| 1956 | Harry Baines                                                                                                  | Photography                                                    |
| 1957 | Julian Huxley & James Fisher                                                                                  | Birds                                                          |
| 1958 | John Ashworth Ratcliffe, James Stagg, Robert Boyd, Graham Sutton, George Deacon & Gordon de Quetteville Robin | The International Geophysical Year                             |
| 1959 | Thomas Allibone                                                                                               | The Release and Use of Atomic Energy                           |
| 1960 | Vernon Ellis Cosslett                                                                                         | Seeing the Very Small                                          |
| 1961 | William Lawrence Bragg                                                                                        | Electricity                                                    |
| 1962 | R.E.D. Bishop                                                                                                 | Vibration                                                      |
| 1963 | Ronald King                                                                                                   | Energy                                                         |
| 1964 | Desmond Morris                                                                                                | Animal Behaviour                                               |
| 1965 | Bernard Lovell, Francis Graham Smith, Martin Ryle & Antony Hewish                                             | Exploration of the Universe                                    |

Tv-sända föreläsningar. De flesta med extern videolänk (på Royal Institutions hemsida) i tabellen nedan.
| År   | Föreläsare                               | Ämne                                                     | Video |
| ---- | ---------------------------------------- | -------------------------------------------------------- | ----- |
| 1966 | Eric Laithwaite                          | The Engineer in Wonderland                               |       |
| 1967 | Richard Gregory                          | The Intelligent Eye                                      |       |
| 1968 | Philip Morrison                          | Gulliver's Laws: the Physics of Large and Small          | Video |
| 1969 | George Porter                            | Time Machines                                            |       |
| 1970 | John Napier                              | Monkeys Without Tails: A Giraffe's Eye-view of Man       |       |
| 1971 | Charles Taylor                           | Sounds of Music: the Science of Tones and Tune           |       |
| 1972 | Geoffrey George Gouriet                  | Ripples in the Ether: the Science of Radio Communication | Video |
| 1973 | David Attenborough                       | The Language of Animals                                  | Video |
| 1974 | Eric Laithwaite                          | The Engineer Through the Looking Glass                   | Video |
| 1975 | Heinz Wolff                              | Signals from the Interior                                | Video |
| 1976 | George Porter                            | The Natural History of a Sunbeam                         |       |
| 1977 | Carl Sagan                               | The Planets                                              | Video |
| 1978 | Christopher Zeeman                       | Mathematics into Pictures                                | Video |
| 1979 | E.M. Rogers                              | Atoms for Engineering Minds: a Circus of Experiments     |       |
| 1980 | David Phillips, Max Perutz               | The Chicken, the Egg and the Molecules                   | Video |
| 1981 | Reginald Victor Jones                    | From Magna Carta to Microchip                            | Video |
| 1982 | Colin Blakemore                          | Common Sense                                             |       |
| 1983 | Leonard Maunder                          | Machines in Motion                                       | Video |
| 1984 | Walter Bodmer                            | The Message of the Genes                                 | Video |
| 1985 | John David Pye                           | Communicating                                            | Video |
| 1986 | Lewis Wolpert                            | Frankenstein's Quest: Development of Life                |       |
| 1987 | John Meurig Thomas, David Phillips       | Crystals and Lasers                                      | Video |
| 1988 | Gareth Roberts                           | The Home of the Future                                   |       |
| 1989 | Charles Taylor                           | Exploring Music                                          |       |
| 1990 | Malcolm S Longair                        | Origins                                                  |       |
| 1991 | Richard Dawkins                          | Growing Up in the Universe                               | Video |
| 1992 | Charles J.M. Stirling                    | Our World Through the Looking Glass                      | Video |
| 1993 | Frank Close                              | The Cosmic Onion                                         | Video |
| 1994 | Susan Greenfield                         | Journey to the Centre of the Brain                       |       |
| 1995 | James A. Jackson                         | Planet Earth, An Explorer's guide                        |       |
| 1996 | Simon Conway Morris                      | The History in our Bones                                 |       |
| 1997 | Ian Stewart                              | The Magical Maze                                         | Video |
| 1998 | Nancy Rothwell                           | Staying Alive                                            | Video |
| 1999 | Neil F. Johnson                          | Arrows of Time                                           | Video |
| 2000 | Kevin Warwick                            | Rise of the Robots                                       |       |
| 2001 | John Sulston                             | The Secrets of Life                                      |       |
| 2002 | Tony Ryan                                | Smart Stuff                                              | Video |
| 2003 | Monica Grady                             | Voyage in Space and Time                                 |       |
| 2004 | Lloyd Peck                               | To the End of the Earth: surviving Antarctic extremes    |       |
| 2005 | John Krebs                               | The Truth About Food                                     | Video |
| 2006 | Marcus du Sautoy                         | The Num8er My5teries                                     | Video |
| 2007 | Hugh Montgomery                          | Back from the brink: the science of survival             | Video |
| 2008 | Christopher Bishop                       | Hi-tech Trek - The Quest for the Ultimate Computer       | Video |
| 2009 | Sue Hartley                              | The 300 Million Years War                                | Video |
| 2010 | Mark Miodownik                           | Size Matters                                             | Video |
| 2011 | Bruce Hood                               | Meet Your Brain                                          | Video |
| 2012 | Peter Wothers                            | The Modern Alchemist                                     | Video |
| 2013 | Alison Woollard                          | Life Fantastic                                           | Video |
| 2014 | Danielle George                          | Sparks will fly: How to Hack your Home                   | Video |
| 2015 | Kevin Fong                               | How to survive in space                                  | Video |
| 2016 | Saiful Islam                             | Supercharged: Fuelling the future                        | Video |
| 2017 | Sophie Scott                             | The Language of Life                                     | Video |
| 2018 | Alice Roberts, Aoife McLysaght           | Who am I?                                                | Video |
| 2019 | Hannah Fry                               | Secrets and Lies                                         | Video |
| 2020 | Tara Shine, Chris Jackson, Helen Czerski | Planet Earth: A user’s guide                             |       |